# Iorubás
Os iorubás, iorubas, iorubanos ou nagôs (em iorubá: Yorùbá) constituem um dos maiores grupos étnico-linguísticos da África Ocidental, com mais de 30 milhões de pessoas em toda a região. Trata-se do segundo maior grupo étnico na Nigéria, correspondendo a aproximadamente 21% da sua população total.

## Etimologia
Como uma descrição étnica, a palavra "iorubá" foi registrada pela primeira vez, em referência ao Império de Oió, em um tratado escrito por volta do século XVI pelo estudioso songai Ahmed Baba. Foi popularizada pelo uso hauçá e pela etnografia escrita em árabe e Ajami durante o século XIX, originalmente referindo-se ao Oió exclusivamente.
A extensão do termo para todos os falantes de dialetos relacionados com a língua de Oió (na terminologia moderna, Noroeste Iorubá) data da segunda metade do século XIX. É devido à influência de Samuel Ajayi Crowther, o primeiro bispo anglicano na Nigéria. Crowther foi ele próprio um iorubá e compilou o primeiro dicionário iorubá, bem como introduziu um padrão para a ortografia iorubá.
O nome alternativo Akú, aparentemente um exônimo derivado das primeiras palavras de saudações iorubanas (como Ẹ kú àárọ?, "bom dia"; Ẹ kú alẹ?, "boa noite"), tem sobrevivido em certas partes da sua diáspora como autodescritivo, e em Serra Leoa.

### Nagôs

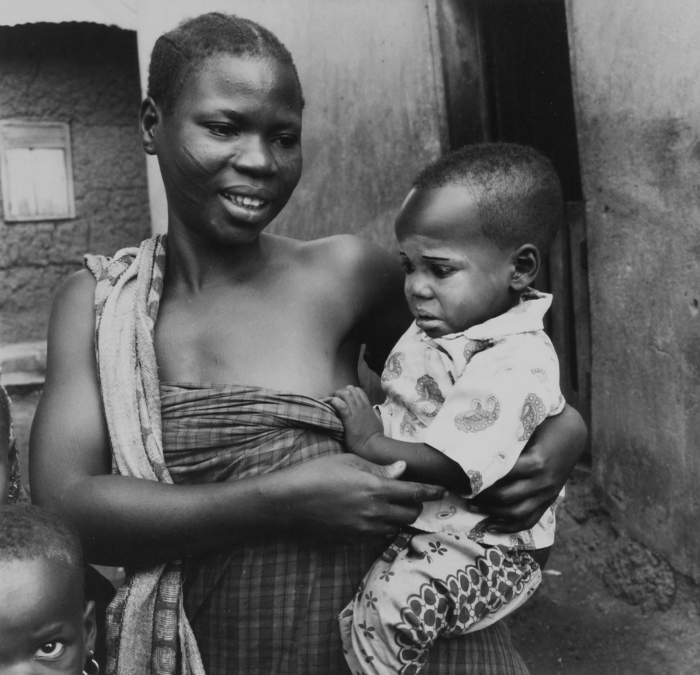
Mulher iorubá com criança.

"Nagôs" ou Anagôs era a designação dada aos negros escravizados e vendidos na antiga Costa dos Escravos e que falavam o iorubá. Os iorubás são um povo do sudoeste da Nigéria, no Benim (antiga República do Daomé) e no Togo.
Historicamente, habitavam o Reino de Queto (atual Benim) e o Império de Oió, na África Ocidental. Do século XVIII e até 1815, foram escravizados e trazidos em massa para o Brasil durante o chamado "Ciclo da Costa da Mina", ou "Ciclo de Benim e Daomé".
| “ | A nação nagô, ou a etnia iorubá, seria do âmbito das formações imaginárias – identidades ou tradições inventadas para dar conta de eventos culturais, políticos e econômicos – que neste caso, começou a tomar a configuração atual, entre os anos de 1890 e 1940 – uma identidade 'criada em uma sociedade crioula da Costa, que estava em constante diálogo com as nações religiosas emergentes da diáspora afro-latina'. Como o candomblé e o xangô são referidos como de modelo nagô, em termos das matrizes míticas africanas (as nações), no Recife – talvez para que não restem dúvidas das diferenças entre o nagô baiano e o nagô pernambucano – o termo "nagô" é utilizado apenas para o xangô, e para o modelo baiano a denominação utilizada é o candomblé-de-nação. | ” |

'Nagô' é o nome pelo qual se tornaram conhecidos, no Brasil, os africanos provenientes da Iorubalândia. Segundo R. C. Abraham (1890-1963), a palavra ànàgó designa os Iorubás de Ipó Quiá (Ìpo kìyà), localidade situada na província de Abeocutá. Segundo a tradição, eram provenientes de Ifè. Entre eles viviam também alguns representantes do povo popo, do antigo Daomé. Segundo Vivaldo da Costa Lima, citando o antropólogo francês Paul Mercier (1922-1976),o termo proviria do fon anagô e teria, originalmente, o significado pejorativo de "piolhento". Isso porque os iorubás, ao chegarem à fronteira do antigo Daomé, fugindo de conflitos interétnicos, estariam famintos, esfarrapados e cheios de piolhos. Todavia, o próprio Costa Lima levanta dúvidas sobre essa hipótese, considerando que os iorubás "que se autodenominam Anago e só conhecem este nome" não insultariam a si próprios. Lança então dúvida de que o vocábulo fosse uma criação fon. Posteriormente, João José Reis viria a concluir que, de fato, anagô é um empréstimo do iorubá ao fon, sendo que  "a omissão da sílaba inicial, abreviando 'anagô' para 'nagô', é característica nos empréstimos de palavras iorubás pelo fon."  Segundo William Bascom, o nome nàgó ou nago se refere ao subgrupo iorubá Ifo-nyin. Na Jamaica, o nome nago designa o culto de origem iorubá. 
Termos como "nagôs", "jejes", "angolas", "congos" e "fulas" representavam identidades étnicas criadas pelo tráfico de escravos, onde cada termo continha um leque de tribos escravizadas de cada região. "Nagô" era o nome que se dava ao iorubano ou a todo negro da Costa dos Escravos que falava ou entendia o iorubá. Migeod assinala que "nagô" é nome dado, no antigo Daomé, pelos franceses ao iorubano: do efé anagó. Acredita-se que 'nagô' seja uma corruptela do efé anago, um termo que designa os povos de língua iorubá da costa da África Ocidental.
Os portugueses construíram, em 1498, o forte São Jorge da Mina, ou Feitoria da Mina, ou Mina, no Gana, um posto estratégico na rota dos europeus ao litoral da África Ocidental, onde os cativos eram mantidos à espera de transporte para o Novo Mundo.
O tratado de paz de 1657, assinado entre a rainha Jinga Ambande e a Coroa Portuguesa, com mediação do papa Alexandre VII, encerrou a guerra no Reino do Congo e o tráfico escravista europeu na região.
No que se refere ao Brasil, o tráfico irá paulatinamente se deslocar em direção à chamada Costa da Mina, onde se localizava o Reino do Daomé e o reino de Ardra, vinculados ao Império de Oió - Ioruba ou Nagô, segundo Verger, no final do século XVII e início do XVIII. Entre os anos de 1681 a 1710 um grande número de embarcações carregadas de fumo foram para Costa da Mina e Angola.
O fumo (tabaco) da Bahia era rejeitado pelos europeus, que o achavam de má qualidade, e era destinado aos traficantes de escravos, sendo muito apreciado pelos africanos. Graças ao fumo, Salvador tornar-se-ia a capital mundial do tráfico de escravos.
Introduzidas no Brasil com a escravidão, as culturas africanas imprimiram, cada uma com suas peculiaridades e em diferentes graus, marcas profundas em quase toda a extensão da alma e do território brasileiro. E na Bahia essa presença - que se recria hoje em importantes instituições como as comunidades de terreiro - é devida basicamente à cultura dos nagôs, que, vinda da África Ocidental, foi, entre o fim do século XVIII e o fim do XIX, das últimas a serem escravizadas no Brasil.
Queto, ebás, ebadós e Sabé são alguns dos segmentos nagôs que vieram para a Bahia provenientes da grande área iorubá que compreende sul e centro da atual República de Benim, ex-Daomé; parte da República do Togo: e todo sudoeste da Nigéria. E todos eles - com destaque para os Queto - contribuíram decisivamente para a implantação da cultura nagô naquele Estado, reconstituindo suas instituições e procurando adaptá-las ao novo meio, com o máximo de fidelidade aos padrões básicos de origem, fidelidade essa em parte facilitada pelo intenso comércio que se desenvolveu entre a Bahia e a costa ocidental da África durante todo o século XIX até os primeiros anos que se seguirem à Abolição.
Para entender o predomínio da etnia iorubá-nagô na Bahia, é necessário recordar que, nas últimas décadas do tráfico negreiro, um enorme contingente de escravos dessa região foi trazido para Salvador. Nesse momento, os núcleos familiares também não foram tão desmembrados como no início da escravatura, permitindo uma maior manutenção da cultura e dos costumes.
Nos dizeres de Edison Carneiro, no clássico Candomblés da Bahia: "Os nagôs logo se constituíram numa espécie de elite e não encontraram dificuldade de impor, à massa escrava, a sua religião". E complementa: "Quanto aos negros muçulmanos (malês), uma minoria entre as minorias, que poderiam ser êmulos (rivais) dos nagôs, pelo seu sectarismo, afastavam não só os escravos como toda a sociedade branca". A própria Mãe Aninha Obá Bii era filha de um casal de africanos da etnia grunci, os negros Anió e Azambió, mas fora iniciada no candomblé pelos nagôs da Casa Branca do Engenho Velho. A presença de Xangô, seu orixá, solidificou ainda mais as tradições iorubás em sua trajetória.

#### No candomblé
Em Pernambuco, "nagô" é o nome de uma nação ligada a uma religião afro-brasileira denominada Xangô de Pernambuco ("nagô-egbá"). No Rio Grande do Sul, "nagô" sinaliza o nome de uma nação de orixá ligada ao ritual de batuque. Na Bahia, o candomblé de caboclo é chamado de "nagô" por ter semelhança com o xangô de Pernambuco, e cultuarem, na mesma casa, orixás, voduns e inquices.
Com relação ao termo "nagô", muito usado no Brasil, Yeda Pessoa de Castro fala em uma entrevista:
| “ | De que níveis socioculturais de linguagem a senhora fala? - Falo dos cinco níveis que identificamos no processo de integração dos aportes africanos em direção ao português do Brasil, tomando, como ponto de partida e como modelo, a linguagem litúrgica dos candomblés, um sistema lexical baseado em diferentes línguas africanas que foram faladas no Brasil e, por sua própria natureza, mais resistente à mudança e à integração sob a influência do português. Nesse nível, tratamos dos casos de glossolalia, ou seja, do falar em transe dos pretos velhos e erês, dos caboclos e dos "santos". Já no nível 2 - a linguagem do povo de santo - discutimos a questão do conceito de "nação de candomblé" e o significado do termo "nagô", confundido com o iorubá moderno, e que muita gente pensa que é a língua africana falada no candomblé da Bahia, como se o continente africano fosse um país singular, uma África única, de língua e cultura iorubá. Os níveis seguintes - 3,4 e 5 - abordam a questão da linguagem popular, do português regional da Bahia e da integração dos aportes africanos no português brasileiro. | ” |

## Idioma
A cultura iorubá foi originalmente de tradição oral, e a maioria do povo iorubá são falantes nativos da língua iorubá. O número de falantes é estimado em cerca de 30 milhões em 2010.
O iorubá é classificado dentro das línguas edequiris, que, juntamente com a isolada igala, formam o grupo de línguas ioruboide no âmbito das Ramo volta-níger da família Níger-Congo. Igala e iorubá têm relações históricas, sociais e culturais importantes. As línguas dos dois grupos étnicos têm uma semelhança tão estreita que pesquisadores como Forde (1951) e Westermann e Bryan (1952) consideraram igala como um dialeto do iorubá.
Acredita-se que as línguas ioruboides se desenvolveram a partir de um grupo Volta-Níger indiferenciado no I milênio a.C.
Há três áreas dialetais principais: Noroeste, Central e Sudeste  Como os dialetos Noroeste iorubá mostram mais inovação linguística, combinadas com o fato de que as áreas do Sudeste e Centro iorubá geralmente têm assentamentos mais antigos, sugere-se uma data posterior da imigração para Noroeste iorubá.
A área onde Noroeste iorubá (NWY) é falado corresponde ao histórico Império de Oió.
Sudeste iorubá (SEY) foi, provavelmente, associado à expansão do Império do Benin após c. 1450.
iorubá Central formam uma área de transição, em que o léxico tem muito em comum com NWY, ao passo que ele compartilha muitas características etnográficas com SEY.
Na literatura iorubá, a variedade padrão aprendida na escola e falada por locutores de notícias na rádio, tem sua origem na gramática iorubá compilada em 1850 pelo bispo Samuel Ajayi Crowther. Embora em grande parte baseada nos dialetos Oió e Ibadã, incorpora várias características de outros dialetos.

## História[39]
A partir do século VII a.C. os povos africanos que viviam em Iorubalândia, não foram inicialmente conhecidos como iorubá, embora eles compartilhassem um grupo de etnia e língua comum. O desenvolvimento do iorubá histórico  in situ , fora de anteriores populações Mesolíticas Volta-Níger, por volta do I milênio a.C.
A história oral registrada sob o Império de Oió deriva o iorubá como um grupo étnico da população do reino mais antigo do Ilê-Ifé.
Arqueologicamente, o povoado de Ifé pode ser datado do século IV a.C., com estruturas urbanas aparecendo no século XII (a fase urbana de Ifé antes da ascensão de Oió, c. 1100-1600, um pico significativo de centralização política no século XII) é comumente descrita como uma "idade de ouro" de Ifé. O obá ou governante de Ifé é referido como o oni de Ifé.
Oió, Ilê-Ifé e Lagos
O assentamento em Ifé parece ter entrado nesta "idade de ouro", com o aparecimento de estruturas urbanas pelo século XII.
Este parece ser o período de formação dos iorubás como refletido na tradição oral e devido a isso, Ifé continua a ser vista como a "pátria espiritual" do iorubá. A cidade foi superada pelo Império de Oió com o dominante poder militar e político iorubá, no século XVII.
O Império de Oió e seu Obá, conhecido como o alafim de Oió, era ativo no comércio de escravos Africanos durante o século XVIII. O iorubá muitas vezes exigiu escravos como uma forma de homenagem das populações objeto, que por sua vez, às vezes faziam guerras contra outros povos para capturar os escravos necessários. Parte dos escravos vendidos pelo Império de Oió entrou no tráfico Atlântico de escravos.
A maioria das cidades-estados foram controladas por Obás (ou soberanos reais com vários títulos individuais) e os conselhos compostos de Oloiês, reconhecidos líderes reais, nobre e, muitas vezes, até mesmo de origem comum, que se juntaram a eles em governar sobre os reinos através de uma série de alianças e cultos. Diferentes estados viram relações diferentes de poder entre os reinos e os conselhos dos chefes. Alguns, como Oió, teve poderosos monarcas autocráticos com o controle quase total, enquanto que em outros, como as cidades-estado de Ijebu, o conselho do senado teve mais influência do poder de governao Balde, referido como o Awujale de Ijebuland, foi mais limitado.
Assentamentos iorubás são frequentemente descritos como principalmente um ou mais dos principais grupos sociais chamados de "gerações": [carece de fontes?]
- A "primeira geração" inclui as cidades conhecidas como capitais originais do fundador do reino iorubá ou estados.
- A "segunda geração" consiste em assentamentos criados pela conquista.
- A "terceira geração" consiste em aldeias e municípios que surgiram após as guerras mortíferas do século XIX.

## Descrição
A maioria dos iorubás falam a língua iorubá (iorubá: èdèe Yorùbá ou èdè). Vivem em grande parte no sudoeste da Nigéria; também há comunidades de iorubás significativas no Benim, Togo, Serra Leoa, Cuba, República Dominicana e Brasil. Os iorubás são o principal grupo étnico nos estados de Equiti, Kwara, Lagos, Ogum, Ondô, Osun, e Oió. Um número considerável de iorubás vive na República do Benim, ainda podendo ser encontradas pequenas comunidades no campo, em Togo, Serra Leoa, Brasil, República Dominicana e Cuba.
Compartilham fronteiras com os borgus no noroeste, os nupés e os ebiras no norte, os Edo, que também são conhecidos como binis, e os Ẹsan e afemais para o sudeste. Os igalas e outros grupos relacionados encontram-se no nordeste, e os eguns, fons e outros povos das Línguas bês no sudoeste. Embora a maioria dos iorubás viva no sudoeste da Nigéria, há também importantes comunidades iorubás indígenas na República do Benim, Gana e Togo.
A maioria dos iorubás é cristã, e os ramos locais das igrejas Anglicana, Católica, Pentecostal, Metodista, e nativas de que são adeptos. O islamismo inclui aproximadamente um quarto da população iorubá, com a tradicional religião iorubá respondendo pelo resto. Os iorubas têm uma história urbana que data do ano 500. As principais cidades iorubás são Lagos (capital da Nigéria), Ibadã, Abeocutá, Acurê, Ilorim, Ogbomoso, Ondô, Otá, Sagamu, Iseyin, Oxobô, Ilexá, Oió e Ilê-Ifé.
Os iorubás deixaram uma presença importante no Brasil, e particularmente muito significativa no estado brasileiro da Bahia:
| “ | "Os nagôs (iorubás) são, ainda hoje, os africanos mais numerosos e influentes nesse estado (Bahia). Existiam aqui quase todas as pequenas nações iorubanas. Os mais numerosos são os de Oyó, capital do reino de Iorubá, que, naturalmente, foram exportados ao tempo em que os hauçás invadiram o reino, destruíram sua capital e tomaram Ilorim. Depois, em ordem decrescente de número, vêm os de Ijêsá, de que sobretudo há muitas mulheres. Depois os de Egbá, principalmente da sua capital Abeokutá. Em menor número, são os de Lagos, Queto, Ibadã. Em geral, os nagôs do centro da Costa dos Escravos, os de Oió, Ilorim, Ijexá etc., são quase todos, na Bahia, muçurumins, malês ou muçulmanos, e a seus compatriotas se deve atribuir a grande revolta de 1835. Durante o último período da escravatura, os iorubás foram concentrados nas zonas urbanas, então em pleno apogeu; nas regiões suburbanas ricas e desenvolvidas do Norte e Nordeste, particularmente em Salvador e no Recife. Ligados pela origem mítica comum, pela prática religiosa e semelhança dos costumes, rapidamente os diversos grupos nagôs passaram a inter-relacionar-se. Não perderam contato com a África, dada a intensa atividade comercial entre a Bahia e a Costa Africana". | ” |

## Pesquisas
Segundo diversos pesquisadores, citados por Pierre Verger em sua obra Orixás, o termo "iorubá" é recente. o de vários milhões de indivíduos. Ele acrescenta que, "além da língua comum, os iorubas estão unidos por uma mesma cultura e tradições de sua origem comum, na cidade de Ifé, mas não parece que tenham jamais constituído uma única entidade política, e também é duvidoso que, antes do século XIX, eles se chamassem uns aos outros por um mesmo nome". A. E. Ellis mencionou-o, judiciosamente, no título do seu livro The Yorùbá speaking people ("O povo que fala iorubá"), dando a significação de língua a uma expressão que teve a tendência a ser posteriormente aplicada a um povo, a uma expressão ou a um território.
Antes de se ter conhecimento do termo "iorubá", os livros dos primeiros viajantes e os mapas antigos, entre 1656 e 1730, são unânimes em usar o termo Ulkumy ou Ulcuim, com algumas variantes. Depois de Snelgrave, em 1734, o termo Ulkumy desapareceu dos mapas e foi substituído por Ayo ou Eyo (para designar Oió).
Francisco Pereira Mendes, em 1726, comandante do forte português de Ajudá, já mencionava, em seus relatórios enviados à Bahia, os ataques dos aiôs (ayos) contra os territórios de Agadjá, rei de Daomé, chamado de "o Revoltoso" por haver atacado Allada em 1724, e que iria, posteriormente, conquistar Uidá, em 1727. Foi esse povo, chamado, atualmente, uidá (glébué para os daomeanos, igéléfé para os iorubás, ajudá para os portugueses, juda ou grégoy para os franceses, Whidah para os ingleses e fida para os holandeses) ou hwéda, que controlou o principal ponto de exportação dos escravos originários das regiões vizinhas, inimigos do Daomé.

## Interações entre África e América
As interações entre a África e as Américas são muito mais do que simples conexões históricas de passado. Entre os séculos XIX e XX, essas trocas culturais e religiosas foram um processo vivo e dinâmico, onde pessoas, ideias e práticas espirituais viajavam constantemente de um lado para o outro do Atlântico.
Para alguns estudiosos  as religiões afro-americanas, como o Candomblé no Brasil ou a Santería em Cuba, são vistas como sobrevivências” do passado africano.,, Outras interpretações mais recentes compreendem essas religiões  formas criativas e modernas de se conectar com a ancestralidade. Ainda de acordo com essas análises essas tradições se desenvolveram através de uma troca contínua com a África Ocidental — sacerdotes viajavam para lá para se iniciar, objetos sagrados eram enviados, músicas e rituais eram compartilhados. 
Um dos pontos mais interessantes dessa relação é a criação da chamada “nação yorubá transatlântica”. Essa ideia vai além da geografia: trata-se de uma identidade construída e mantida por comunidades afrodescendentes que, mesmo longe da África, se veem como parte de uma mesma cultura e espiritualidade. Essa nação é uma forma de fortalecer laços, manter vivas as tradições e afirmar uma identidade comum.
Além disso, essas interações mostram a força e a agência dos povos da diáspora africana. Eles não foram apenas vítimas da escravidão, mas protagonistas na recriação de suas culturas, adaptando e reinventando suas crenças para se encaixar em novos contextos. É uma história de resistência, criatividade e busca por pertencimento. 
Em resumo, as trocas entre África e Américas são um exemplo de como culturas podem viajar, se transformar e continuar vivas, mesmo diante de dificuldades e distâncias enormes.

## Ecos Iorubás: A presença Iorubá na linguagem do Brasil
As palavras "Lucumí" e "nagô" são os nomes com os quais os iorubás são geralmente conhecidos, em Cuba e no Brasil. A expressão "anago", por sua vez, é reconhecida em Cuba.
No Novo Mundo, os primeiros registros da palavra "nagô" aparecem em um documento enviado da Bahia em 1756, antes mesmo de sua menção na correspondência da África. Contudo, Vivaldo Costa Lima aponta que o termo "nagô" no Brasil tenha sido inspirado na palavra utilizada em Daomé para designar os iorubás de qualquer origem e que "nagô" seria uma deformação do termo brasileiro "negro", sugerindo que seriam os brasileiros que teriam introduzido essa palavra na costa da África. No entanto, essa interpretação não se sustenta quando se analisa documentos nos quais ambas as expressões, "negros" e "nagôs", aparecem: a primeira com um sentido geral e a segunda com um significado mais específico. A expressão "iorubá", chegou ao conhecimento do Ocidente através de um livro do Capitão Clapperton. Foi encontrado em um manuscrito datado de 1826 escrito em árabe e trazido pelo Sultão Mohamed Bello de Haussa. [1] 

## Construção histórica da identidade Iorubá
A consolidação da identidade iorubá, conforme apontam os estudos contemporâneos, não foi um processo espontâneo, mas sim fruto de transformações políticas, sociais e religiosas ocorridas principalmente entre os séculos XVIII e XIX. Durante esse período, a região do Golfo da Guiné foi marcada pela atuação expansionista do reino do Daomé, pelo fortalecimento do tráfico atlântico de pessoas escravizadas e pelo enfraquecimento de antigos reinos como Oyó. Tais mudanças alteraram significativamente a configuração étnica e geopolítica da região, contribuindo para a emergência de uma consciência identitária coletiva entre os povos de língua iorubá.[2]
Embora existissem laços culturais anteriores — como a importância religiosa de Ifé, os traços linguísticos comuns e práticas sociais semelhantes —, o reconhecimento mútuo como parte de um mesmo povo, os “iorubás”, só passa a ser detectado de forma mais clara no final do século XVIII. A tradição oral, os mitos de origem e os vínculos com divindades como Odùdùwà e Ọbatálá desempenharam papel crucial nesse processo, sendo apropriados e reinterpretados conforme as necessidades políticas e sociais dos diferentes grupos e reinos da região.[3] 

## A reconfiguração colonial e a invenção moderna
Com a presença europeia intensificada no século XIX, sobretudo através de missionários cristãos e administradores britânicos, a noção de “iorubá” foi amplamente promovida como identidade linguística e cultural uniforme. A língua passou a ser um instrumento central não apenas de comunicação, mas também de evangelização e alfabetização. Como mostra Oyèrónkẹ́ Oyěwùmí, a imposição de categorias ocidentais — como “gênero” e “etnia” — contribuiu para a padronização de um grupo até então caracterizado pela diversidade interna, e para a tradução de estruturas sociais locais segundo os moldes coloniais.[4]
Nesse contexto, termos como “homem” e “mulher” foram projetados sobre uma sociedade cuja organização não se baseava originalmente nessas dicotomias, mas sim na senioridade e nas relações de linhagem. A própria ideia de uma identidade étnica homogênea foi, em parte, uma resposta ao olhar colonial e ao esforço de sistematização do conhecimento sobre os povos africanos. Assim, o termo “iorubá” passa a representar não apenas uma língua, mas também uma construção identitária e histórica com múltiplas camadas de significação.

## A linguagem como fator de coesão e construção idenitária
A língua iorubá desempenhou um papel fundamental não apenas como meio de comunicação, mas também como instrumento simbólico de unificação entre os diversos grupos da região do Golfo da Guiné. A partir do século XIX, com a chegada de missionários europeus e o desenvolvimento de uma ortografia escrita da língua, o iorubá passou a ser cada vez mais sistematizado e utilizado como base da educação cristã e da produção literária colonial. Essa padronização linguística favoreceu o reconhecimento de uma cultura comum entre povos que antes se identificavam principalmente por nomes locais ou dinásticos, como os egba, os ijebu ou os oyó.[5]
Essa “linguagem comum” foi decisiva para a criação de uma consciência étnica abrangente, pois facilitou a disseminação de ideias, práticas religiosas e memórias históricas compartilhadas. Além disso, o uso do iorubá nas práticas litúrgicas cristãs e nas traduções bíblicas ajudou a consolidar seu status como símbolo de identidade cultural, principalmente entre os africanos cristianizados e os descendentes de iorubás nas Américas.[6] 

## Tradição oral na cultura Iorubá
Segundo Anderson Oliva, a identidade iorubá é uma construção étnica e complexa que se destaca através da intersecção entre história e tradição oral. Ela não vai ser um conceito fixo, mas sim um fenômeno dinâmico que se transforma ao longo do tempo, influenciado por diversos contextos sociais, políticos e culturais.
A grande importância que a tradição oral tem na cultura iorubá, é a preservação da memória coletiva e na formação de identificação. As narrativas transmitidas de geração em geração não apenas mantêm vivas as histórias do povo, mas também ajudam a moldar sua percepção de si mesmos e deu se lugar no mundo.
Além disso, o papel da história escrita e das interpretações acadêmicas na construção da identidade iorubá. O autor critica as simplificações que muitas vezes ocorrem ao se falar sobre etnias africanas, propondo uma abordagem mais nuançada que reconheça a diversidade interna dentro do grupo iorubá. Discutindo os fatores externos, como colonização e diáspora, impactaram a formação da identidade étnica.
Por fim, conclui-se que a identidade iorubá é uma construção social complexa que resulta de uma rica interação entre tradição oral e história documentada. Essa análise não só contribui para uma melhor compreensão da cultura iorubá, mas também oferece insights valiosos sobre como as identidades étnicas são formadas e transformadas ao longo do tempo.

## A identidade Iorubá na diáspora atlântica
O processo de formação identitária iorubá também ultrapassou as fronteiras do continente africano, projetando-se para o Novo Mundo através da diáspora atlântica. Escravizados oriundos de diferentes regiões da Iorubalândia foram agrupados e classificados como “nagôs” ou “lucumís” nas colônias americanas, principalmente no Brasil e em Cuba. Ainda que essas designações inicialmente fossem genéricas, com o tempo passaram a incorporar elementos específicos da cultura iorubá, tornando-se identificadores religiosos e étnicos no contexto da escravidão e da resistência cultural.[7]
Na Bahia, por exemplo, a forte presença nagô influenciou profundamente a formação do candomblé e de outras práticas religiosas afro-brasileiras. Como destaca Pierre Verger, muitos africanos reconstruíram laços de identidade com base na memória religiosa, nos cânticos, no culto aos orixás e na preservação da língua litúrgica iorubá. Assim, a identidade iorubá, embora fragmentada pelas rotas do tráfico, foi ressignificada nas Américas como símbolo de resistência, ancestralidade e pertença coletiva.[8] 

## Dinâmicas de reinvenção e agenciamento identitário na Bahia
A emergência da identidade iorubá na diáspora, especialmente na Bahia, não foi apenas uma reprodução passiva de tradições africanas, mas sim um processo dinâmico de reinvenção e agenciamento social. Conforme aponta J. Lorand Matory, os descendentes de africanos na Bahia — particularmente os chamados “nagôs” — desempenharam papel ativo na reinterpretação das práticas religiosas, das estruturas organizacionais e dos sistemas simbólicos oriundos da Iorubalândia. Através da construção de terreiros de candomblé e da institucionalização das “nações” afro-religiosas, grupos como os nagôs recriaram e adaptaram elementos iorubás a um novo contexto social, marcado pela escravidão, pelo racismo e pela vigilância colonial.[9]
Nesse cenário, os nagôs não apenas preservaram traços da religião e da língua, mas também forjaram uma identidade coletiva robusta, reconhecida tanto internamente (pelos próprios membros da comunidade afrodescendente) quanto externamente (pelos colonizadores e autoridades religiosas). Matory evidencia que, na Bahia do século XIX, ser “nagô” passou a significar não apenas uma origem étnica africana, mas uma afiliação religiosa, moral e até mesmo política, marcada por prestígio e resistência. A etnogênese nagô, portanto, não foi apenas cultural: foi também um ato estratégico de afirmação e reorganização identitária em meio às duras condições do cativeiro e da pós-emancipação.

Referências
OLIVA, Anderson Ribeiro. A invenção dos iorubás na África Ocidental: reflexões e apontamentos acerca do papel da história e da tradição oral na construção da identidade étnica. Estudos Afro-Asiáticos, Rio de Janeiro, v. 27, n. 1/2/3, p. 141–179, jan.-dez. 2005.
OYÈWÙMÍ, Oyèrónkẹ́. A invenção das mulheres: construindo um sentido africano para os discursos ocidentais de gênero. Tradução de Wanderson Flor do Nascimento. 1. ed. Rio de Janeiro: Bazar do Tempo, 2021.
VERGE    R, Pierre Fatumbi. Orixás: deuses iorubás na África e no novo mundo. 5. ed. Salvador: Corrupio, 1997.
MATORY, J. Lorand. A etnogênese nagô na Bahia: uma análise interpretativa da formação identitária afro-brasileira. Tradução: Edson Borges. Salvador: Projeto África Negra, s.d.
Matory, J. Lorand. Yorubá: as rotas e as raízes da nação transatlântica, 1830–1950. Horizontes Antropológicos, Porto Alegre, ano 4, n. 9, p. 263–292, out. 1998.
[1] VERGER, Pierre. Orixas: deuses iorubas na Africa e no novo mundo. 5.ed. Salvador, BA: Corrupio, 1997. 295p
[2] OLIVA, Anderson Ribeiro. A invenção dos iorubás na África Ocidental: Reflexões e apontamentos acerca do papel da história e da tradição oral na construção da identidade étnica. Estudos Afro-Asiáticos, Ano 27, n. 1/2/3, 2005, p. 143–145.
[3] Idem, p. 146–148.
[4] OYÈWÙMÍ, Oyèrónkẹ́. A invenção das mulheres: construindo um sentido africano para os discursos ocidentais de gênero. Rio de Janeiro: Bazar do Tempo, 2021, p. 115–122.
[5] OLIVA, Anderson Ribeiro. A invenção dos iorubás na África Ocidental. Estudos Afro-Asiáticos, 2005, p. 147–149.
[6] Idem, p. 150–151. 
[7] VERGER, Pierre. Orixás: deuses iorubás na África e no novo mundo. 5. ed. Salvador: Corrupio, 1997, p. 34–39.
[8] Idem, p. 83–87.
[9] MATORY, J. Lorand. A Etnogênese Nagô na Bahia: uma análise interpretativa da formação identitária afro-brasileira. Trad. do inglês por Edson Borges. Salvador: Projeto “África Negra”, s.d., p. 7–12. 
[1] VERGER, Pierre. Orixas: deuses iorubas na Africa e no novo mundo. 5.ed. Salvador, BA: Corrupio, 1997. 295p